# Eolo (hijo de Hípotes)

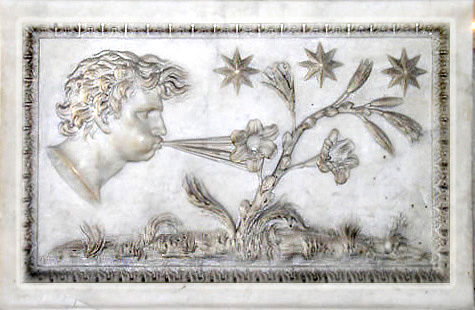
Eolo

En la mitología griega, Eolo (en griego antiguo: Αἴολος, romanizado: Aíolos), hijo de Hípotes, era el soberano de los vientos con el que se encuentra Odiseo en la Odisea de Homero. Era conocido como el «guardián de los vientos». Eolo era el rey de la isla Eolia, donde vivía con su esposa y seis hijos y seis hijas. Para garantizar un viaje seguro a casa para Odiseo y sus hombres, Eolo le dio a Odiseo una bolsa que contenía todos los vientos, excepto el suave viento del oeste. Pero cuando estaban casi en casa, los hombres de Odiseo la abrieron pensando que la bolsa contenía un tesoro, provocando que todos fueran empujados por los vientos de vuelta a Eolia. Considerando que era evidente que Odiseo debía ser odiado por los dioses, Eolo lo despidió sin más ayuda.
En ocasiones también se confundía a este Eolo con el Eolo que era hijo de Helén y epónimo de una de las cuatro principales tribus de la Antigua Grecia, los eolios.

## Familia
La única información que ofrece la Odisea de Homero sobre la familia de Eolo es que su padre era Hípotes, que tuvo seis hijos y seis hijas, que dio sus seis hijas a sus seis hijos como esposas y que tanto Eolo como su esposa y todos sus hijos vivieron felices juntos en la idílica isla paradisíaca de Eolia. En la tragedia perdida de Eurípides, Eolo, uno de los seis hijos de Eolo se llama Macareo, y una de sus seis hijas se llama Cánace (que también es el nombre de una de las cinco hijas de Eolo hijo de Helén).
En un escolio nos nombra a sus hijos: Androcles, Crispo, Yocasto, Falacro, Feremón y Juto; y también sus hijas: Eole, Asticratía, Día, Hefestia, Ifte y Peribea. En esta fuente la esposa de Eolo es denominada como Telepora or Telepatra, hija de Lestrigón. El poeta bizantino Juan Tzetzes (c. 1110-1180) da los siguientes nombres para los hijos de Eolo: los hijos Perifante, Agénor, Euquenor, Clímeno, Juto y Macareo, y las hijas Clímene, Calitía, Eurígone, Lisídice, Cánace y una innominada. Partenio de Nicea recuerda el encuentro amoroso entre Odiseo y la hija de Eolo, Polimele; se dice que esta última terminó comprometida con su propio hermano Diores. Eolo unió en matrimonio a sus hijos con sus hijas para preservar la concordia y el afecto entre ellos.
Diodoro Sículo cuenta que Eolo, hijo de Hípotes, se casó con Cíane, hija de Líparo, hijo de Ausón (cf. ausonios). Este Eolo es el personaje al que, según cuenta el mito, visitó Odiseo en el curso de su peregrinaje. Los hijos que le nacieron a Eolo, en número de seis, fueron Astíoco, Juto y Androcles, y también Feremón, Yocasto y Agatirno; todos alcanzaron un gran renombre gracias a la fama de su padre y a sus propios méritos. De ellos, Yocasto se hizo fuerte en Italia y fue rey de la costa hasta la zona de Regio; Feremón y Androcles fueron señores de Sicilia desde el estrecho hasta la zona del cabo Lilibeo; los sículos habitaban la parte oriental de este territorio y los sicanos la occidental. Juto reinó en la región de Leontinos, que por él ha recibido el nombre de Jutia hasta nuestros días. Agatirno reinó en la región que actualmente se llama Agatírnide y fundó una ciudad que por él recibió el nombre de Agatirno. Y Astíoco tuvo el poder en Lípara. Todos siguieron el ejemplo de la piedad y la justicia de su padre y se granjearon un gran renombre. Sus descendientes se transmitieron el poder durante muchas generaciones, pero finalmente se extinguieron en Sicilia los reyes de la casa de Eolo.

## Mitología

### Señor de los vientos

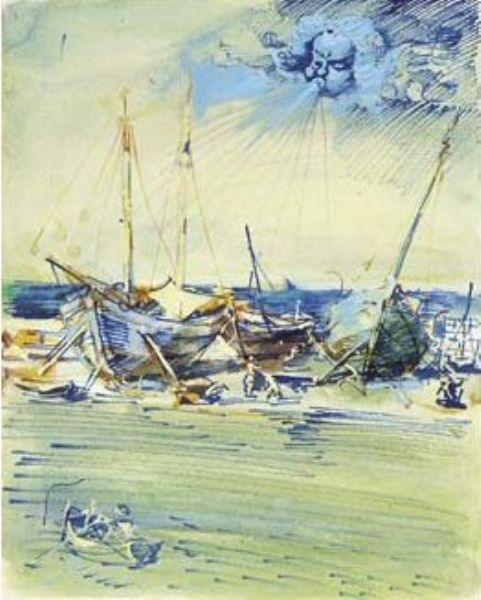
Eolo, de Aleksandr Yákovlev, muestra a Eolo como la personificación del propio viento.

Según Homero, Eolo el hijo de Hípotes era el rey de la isla flotante de Eolia, a quien Zeus había convertido en el «guardián de los vientos, tanto para calmar como para provocar los que quiera». En las Argonáuticas de Apolonio de Rodas, Eolo calmó todos los vientos menos el «firme» viento del oeste, a petición de Hera, para ayudar a Jasón y a los argonautas en su viaje de vuelta a casa.

En la Eneida de Virgilio, Eolo mantiene a los vientos contenidos en una cueva de Eolia:
«Revolviendo consigo misma la diosa tales pensamientos en su acalorada fantasía, partióse a la Eolia, patria de las tempestades, lugares henchidos de furiosos vendavales; allí el rey Eolo en su espaciosa cueva rige los revoltosos vientos y las sonoras tempestades, y los subyuga con cárcel y cadenas; ellos, indignados, braman, con gran murmullo del monte, alrededor de su prisión.»

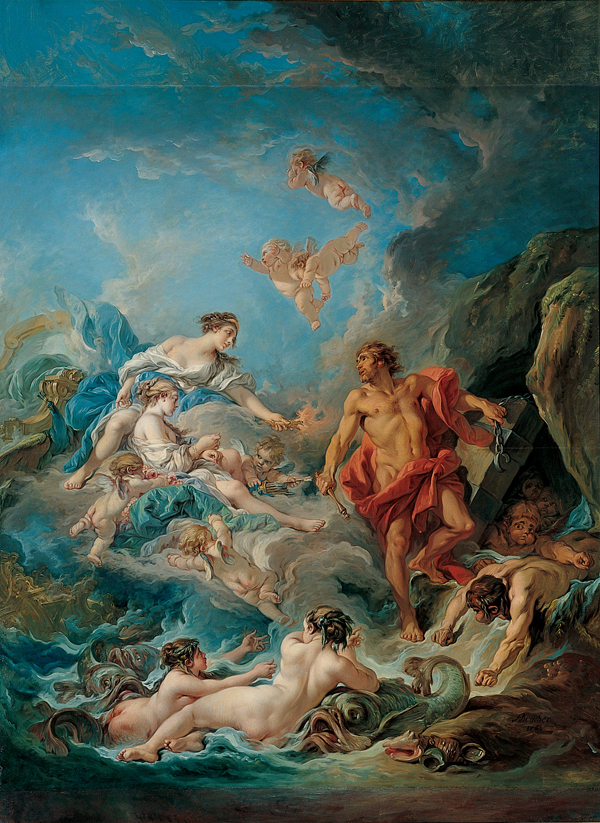
Juno le pide a Eolo que libere los vientos, de François Boucher, 1769, Kimbell Art Museum.

Debido a su odio hacia los troyanos, Juno (el equivalente romano de la griega Hera) suplica a Eolo que destruya las naves de Eneas, prometiéndole dar a Eolo como esposa a la ninfa Deyopea. Así que Eolo desata sus vientos contra Eneas. Pero Neptuno, enfadado por esta usurpación de su soberanía sobre el mar, ordena a los vientos que:

«...Huíd de aquí, y decid a vuestro rey que no a él, sino a mí, dio la suerte el imperio del mar y el fiero tridente. El domina en sus ásperos riscos, morada tuya, ¡oh, Euro! Blasone Eolo en aquella mansión como señor, y reine en la cerrada cárcel de los vientos.»
A continuación, Neptuno aplacó las monstruosas olas que los vientos de Eolo habían levantado y Eneas se salvó.

### Encuentro con Odiseo
En la Odisea de Homero, Odiseo y sus hombres llegan cerca de la isla Eolia tras escapar del cíclope Polifemo:
«Llegamos a la isla Eolia, donde moraba Éolo Hipótada, caro a los inmortales dioses; isla natátil, a la cual cerca broncíneo e irrompible muro, levantándose en el interior una escarpada roca. A Éolo naciéronle doce vástagos en el palacio: seis hijas y seis hijos florecientes; y dio aquéllas a éstos para que fuesen sus esposas. Todos juntos, a la vera de su padre querido y de su madre veneranda, disfrutan de un continuo banquete en el que se les sirven muchísimos manjares. Durante el día percíbese en la casa el olor del asado y resuena toda con la flauta; y por la noche duerme cada uno con su púdica mujer sobre tapetes, en torneado lecho.»
Eolo hospedó a Odiseo y a sus hombres durante un mes, interrogando a Odiseo sobre todo lo que le había sucedido. Cuando Odiseo estuvo listo para zarpar de nuevo hacia su hogar, Eolo le dio una bolsa hecha de piel de buey en la que había atado «los vientos borrascosos», todos excepto el viento del oeste, al que Eolo ordenó que llevara a Odiseo y a sus hombres sanos y salvos a casa. Pero cuando divisaron Ítaca, su hogar, a Odiseo le venció el sueño, y sus hombres, pensando que la bolsa contenía regalos de oro y plata que Odiseo pretendía guardar para sí, abrieron la bolsa liberando a todos los vientos revoltosos que condujeron a la nave todo el camino de vuelta hasta la isla flotante de Eolo. Y cuando Odiseo volvió a pedir ayuda, Eolo le respondió:
«¡Sal de la isla y muy pronto, malvado más que ninguno de los que hoy viven! No me es permitido tomar a mi cuidado y asegurarle la vuelta a un varón que se ha hecho odioso a los bienaventurados dioses. Vete noramala; pues si viniste ahora, es porque los inmortales te aborrecen.»
La misma historia es relatada también por Higino, Ovidio y Apolodoro.

### Eolia
En la Odisea, Eolia, el reino de Eolo, era puramente mítico, una isla flotante rodeada por «un muro de bronce irrompible». Escritores posteriores llegaron a asociar Eolia con una de las islas Eolias, al norte de Sicilia.

### Confundido con Eolo hijo de Helén
A este Eolo se le confundía a veces (o se le identificaba) con Eolo hijo de Helén y epónimo de los eolios. La confusión se produce quizá por primera vez con el Eolo de Eurípides, ya que, aunque se basa claramente en el Eolo de la Odisea, éste es padre de una hija, Cánace (al igual que Eolo hijo de Helén), y si no se identifica a ambos, estos parecen al menos estar relacionados. Higinio describe al Eolo con el que se encuentra Odiseo como «Eolo hijo de Helén». Mientras que Ovidio hace que el señor de los vientos, al igual que Eolo hijo de Helén, sea padre de una hija, Alción, así como de los trágicos amantes Cánace y Macareo, y llama a Alción «Hípotades», es decir, descendiente de Hípotes.

## Relato de Diodoro Sículo
El racionalista historiador griego Diodoro Sículo explica cómo llegó a considerarse a Eolo el señor de los vientos. Según Diodoro, se decía que Eolo era:
«..piadoso y justo y además amable con los extranjeros; dicen asimismo que enseñó a los navegantes el manejo de las velas y que, gracias a su larga observación de los presagios del fuego, predecía con acierto los vientos locales, por lo que el mito lo dio a conocer como «el guardián de los vientos»; y a causa de su extraordinaria piedad fue llamado amigo de los dioses.»
Diodoro Sículo, quizá para resolver la confusión entre este Eolo y el Eolo que era hijo de Helén, también hizo al padre de Eolo, Hípotes, hijo de Mimas o Mimante, que era hijo de Eolo hijo de Helén. Y mientras que Homero no nombra a la madre, esposa o hijos de Eolo, Diodoro suministra nombres para todos menos para sus hijas. Según Diodoro, la madre de Eolo era Melanipe, su esposa Cíane y sus seis hijos fueron Astíoco, Juto, Androcles, Feremón, Yocasto y Agatirno.

## Galería

### Eolo y Odiseo

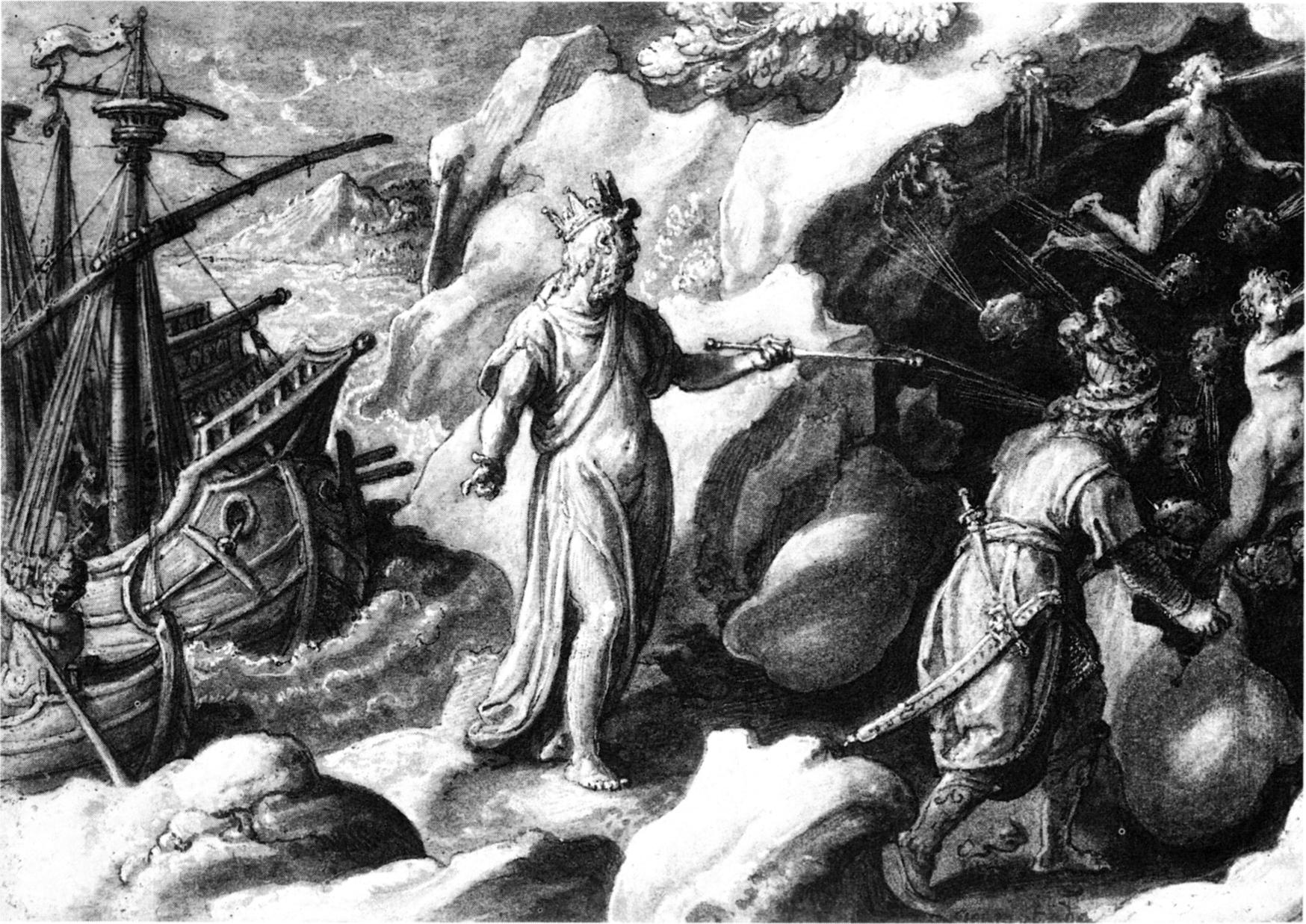
Odiseo en la Cueva de los Vientos, de Stradanus (posiblemente 1590-1599)
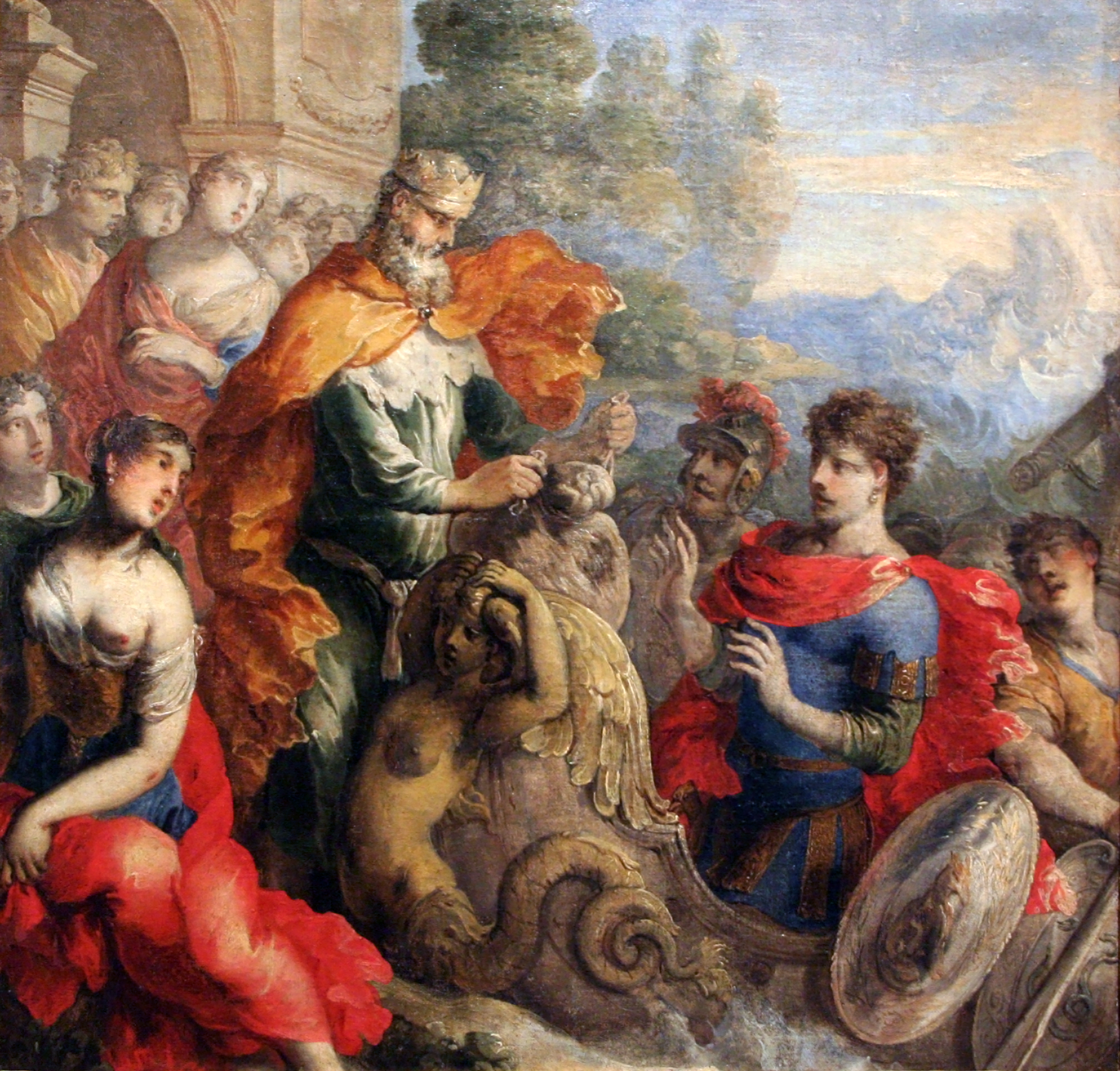
Eolo dando los vientos a Odiseo, de Isaac Moillon

### Eolo y Juno

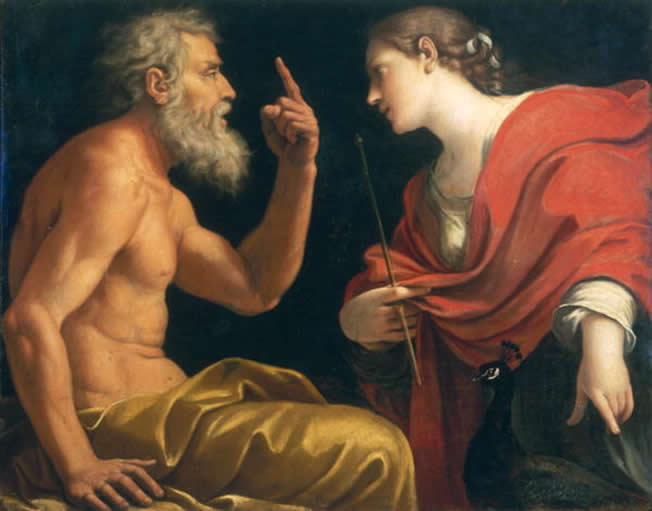
Eolo y Juno, de Lucio Massari
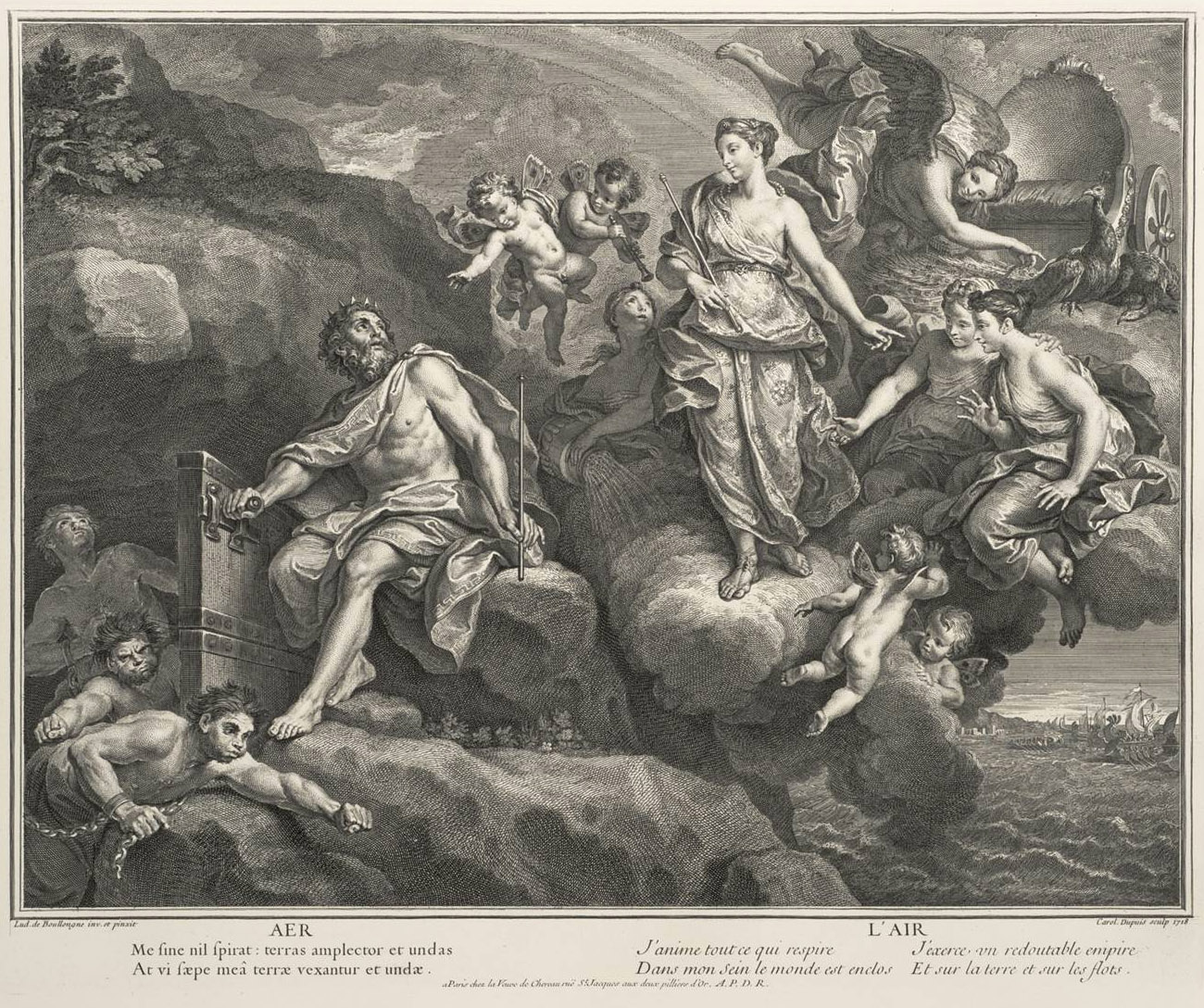
Aire (Juno ordena a Eolo que libere los vientos) (Eneida I), de Charles Dupuis (1718)
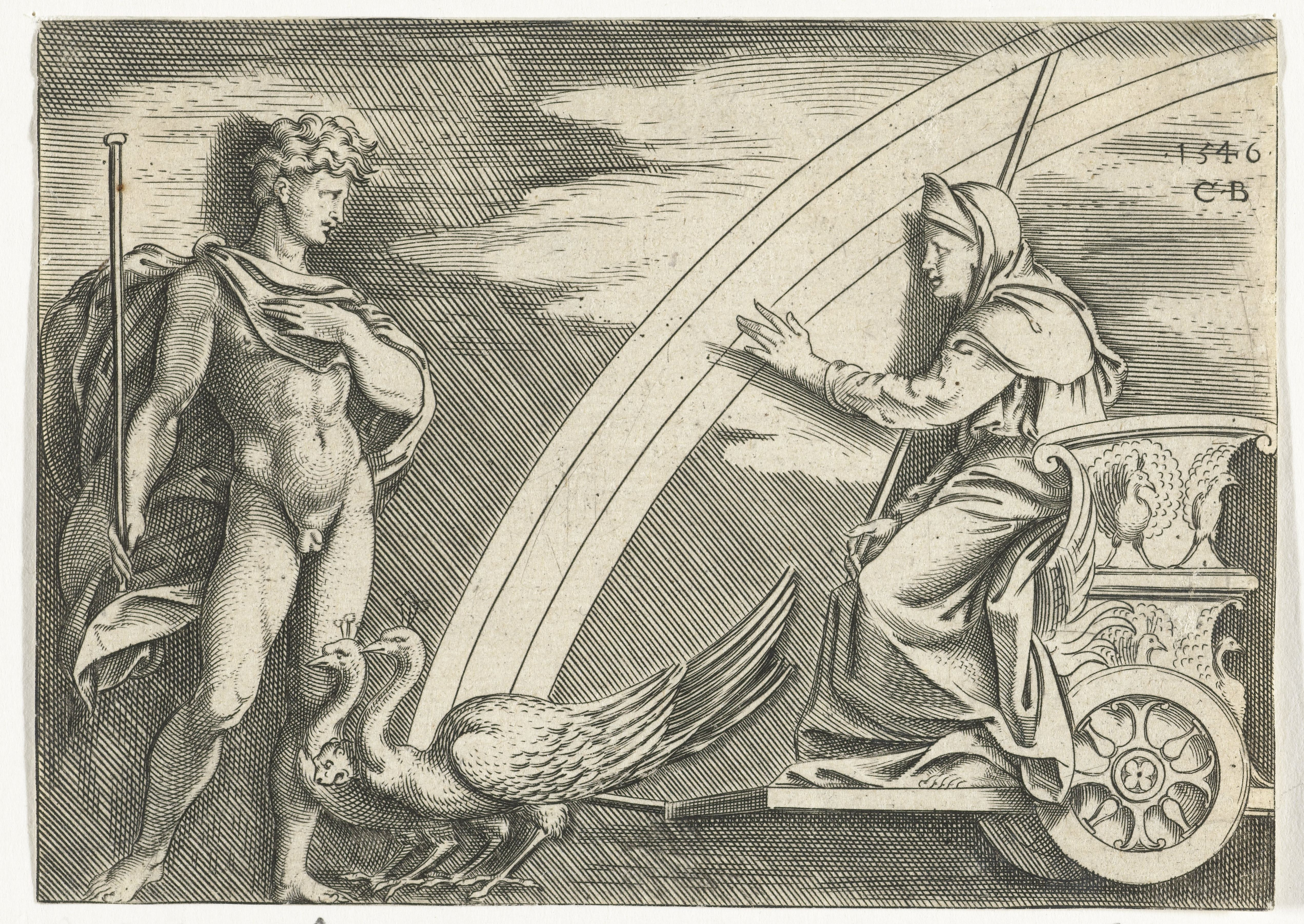
Juno en Aeolus, de Cornelis Bos (1546)
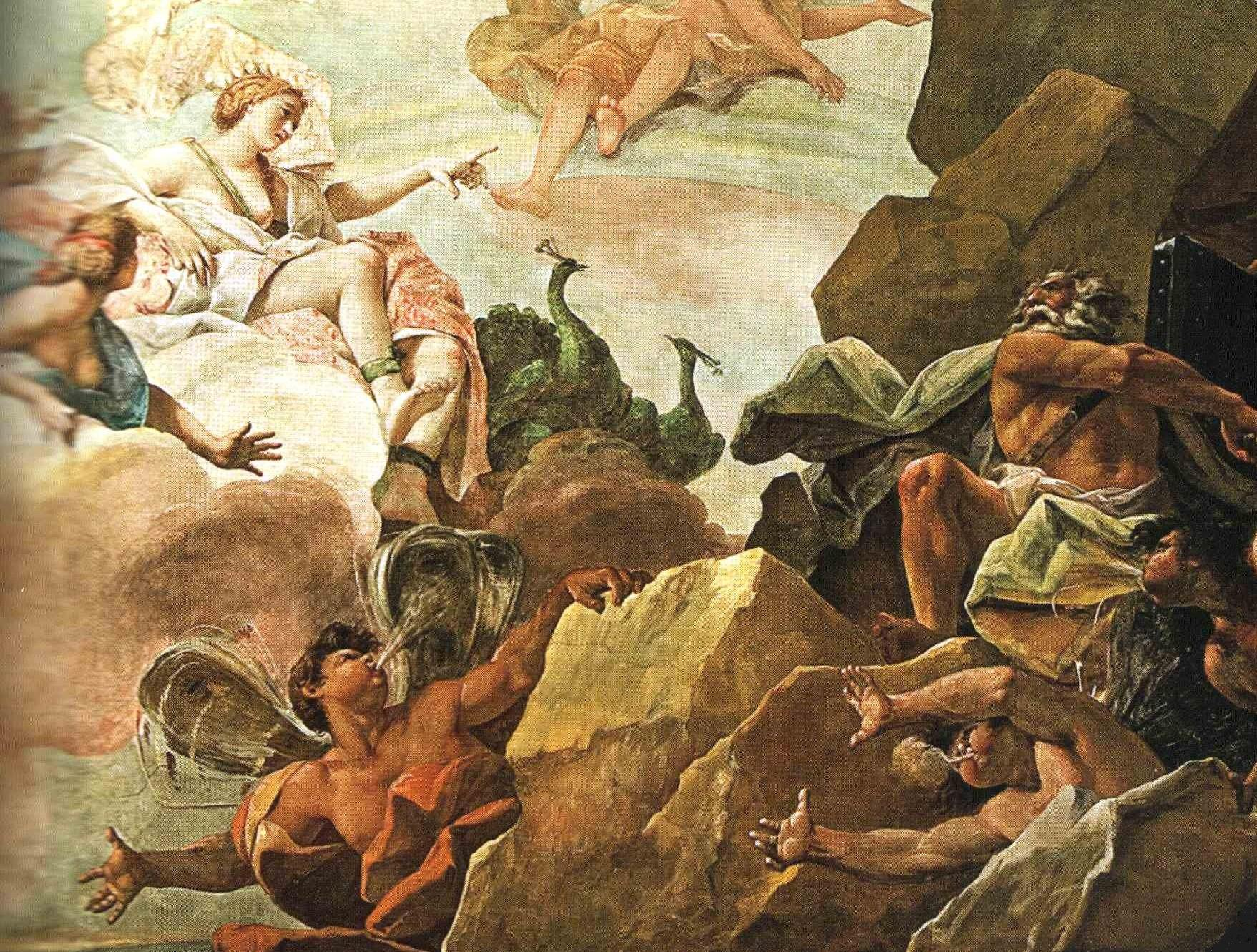
Juno ordena a Eolo que libere los vientos (detalle), fresco del palacio Sanvitale de Parma. (hacia 1790)
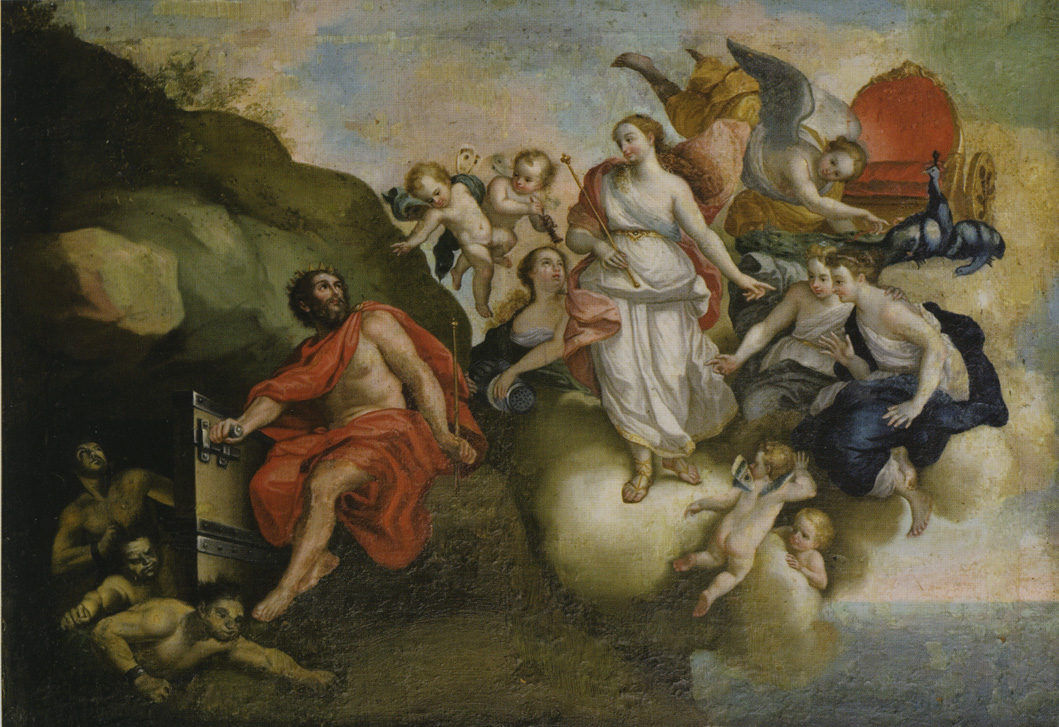
Aire (Juno ordena a Eolo que libere los vientos), de Manuel de Samaniego (hacia 1800)

### Otros

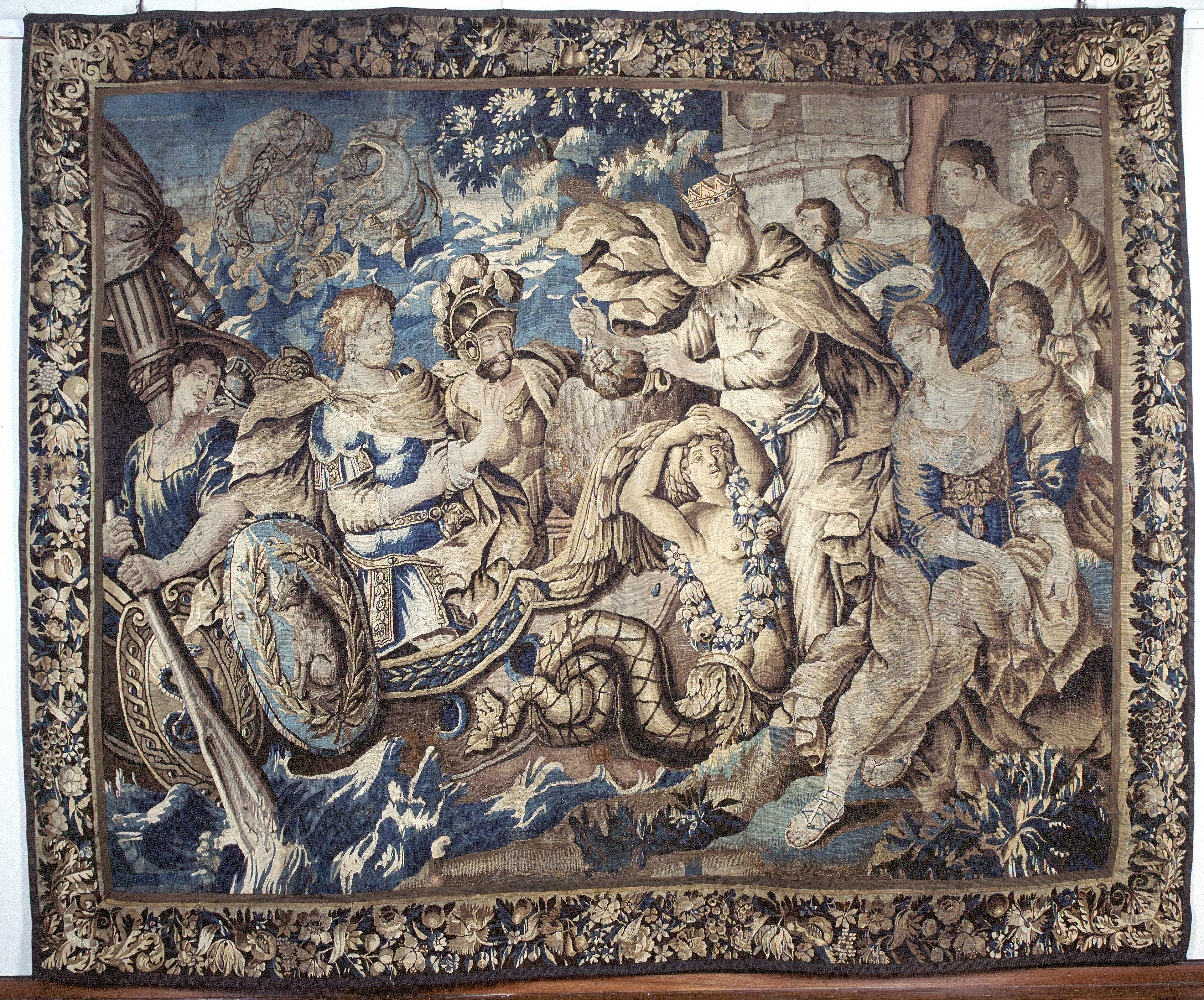
Eolo
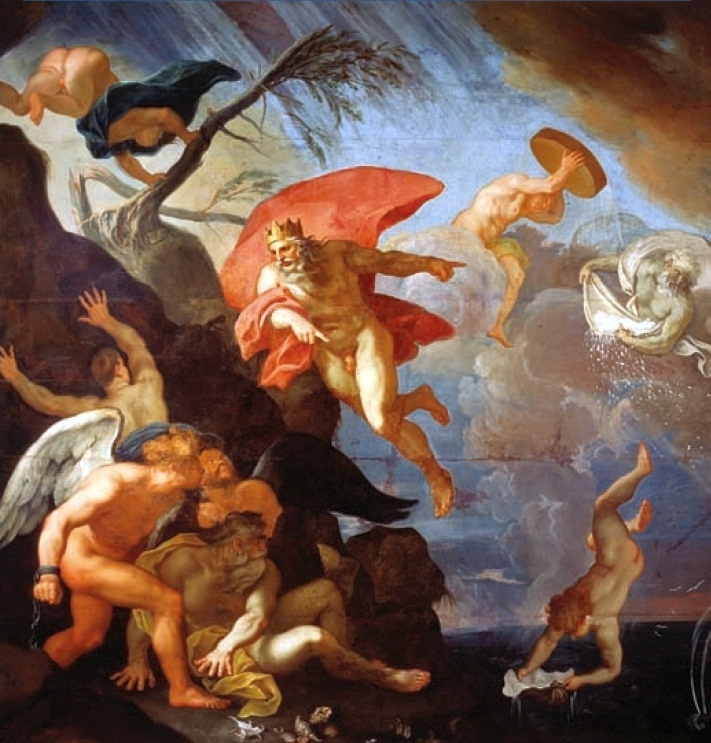
Alegoría del invierno, de Jerzy Siemiginowski-Eleuter (1683)
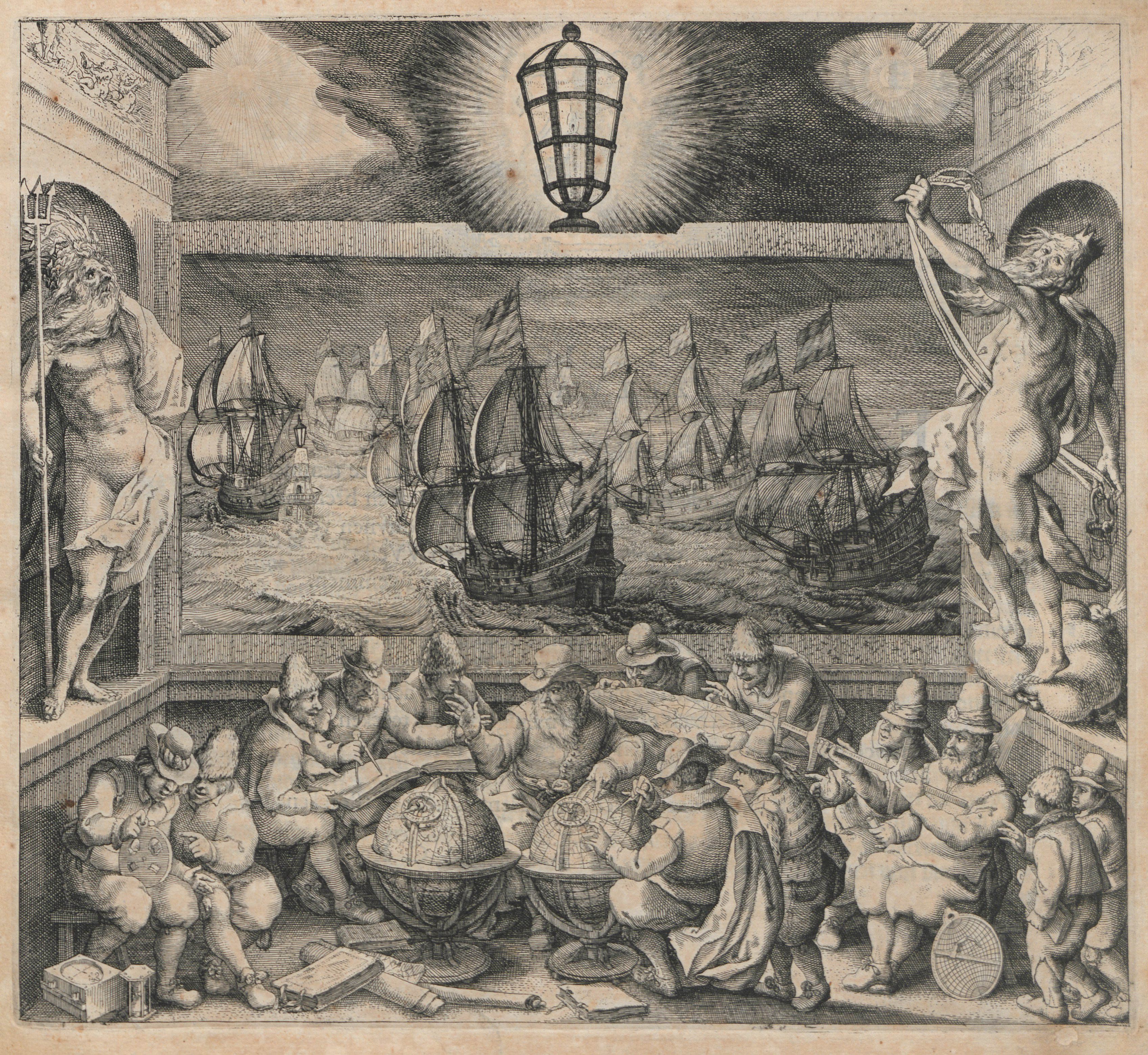
Frontispicio del libro del manual de navegación «La luz de la navegación». (A la izquierda, Neptuno, el dios del agua y del mar, a la derecha Eolo, el soberano de los vientos)